# Inny punkt widzenia
Inny punkt widzenia – autorski program Grzegorza Miecugowa nadawany przez telewizję TVN24, w którym dziennikarz rozmawiał z zaproszonym gościem (zwykle przedstawicielem świata nauki, kultury, sportu) o otaczającej nas rzeczywistości. Rozmowa rzadko dotyczyła wydarzeń bieżących, była raczej ogólną refleksją nad polską historią i współczesnością, często dotykała sfery filozoficznej.
Magazyn realizowany był w różnych miejscach. Były to między innymi:
- kawiarnia Antrakt w Warszawie.
- hotel Rubinstein w Krakowie
- siedziba Polskiej Rady Biznesu
- siedziba Polskiego Radia

Był emitowany co tydzień w niedzielę o 16:10 i trwał około 40 minut. Po nagraniu w ciągu 3 lat ponad 140 odcinków programu przestał się ukazywać w cyklu tygodniowym. 10 stycznia 2010 roku program powrócił na antenę i był emitowany w niedziele, początkowo o godzinie 13:40, a od 13 czerwca tego samego roku o 23:30.
Ostatni premierowy odcinek został wyemitowany 13 sierpnia 2017 roku, gdyż 26 sierpnia 2017 r. prowadzący Grzegorz Miecugow zmarł w wieku 61 lat.
W październiku 2005 przez Editio (Gliwice) została wydana książka pod tym samym tytułem zawierająca ponad 20 rozmów, m.in. ze Stanisławem Lemem, Władysławem Bartoszewskim, Janem Nowickim, Robertem Korzeniowskim, Krystyną Jandą, Wojciechem Mannem, Krzysztofem Materną.
Druga część książki z dalszymi wywiadami wydano na jesieni 2007. Swoimi refleksjami podzielili się m.in. Janusz Gajos, Wiktor Osiatyński, Andrzej Mleczko, Jan Jakub Kolski, Leszek Balcerowicz, Muniek Staszczyk, Jerzy Stuhr, John Irving, Magda Umer.
We wrześniu 2017 ukazała się książka Inny punkt widzenia 2.

## Lista odcinków programu
| Data emisji          | Rozmówca | Link |
| -------------------- | --- | ---- |
| 13 sierpnia 2017     | Włodzimierz Borodziej – historyk (o reparacjach wojennych)                                                            | link |
| 6 sierpnia 2017      | Mariusz Sieniewicz – pisarz                                                                                           |      |
| 30 lipca 2017        | Jadwiga Puzynina – językoznawca (o językach wartości i manipulacji)                                                   |      |
| 23 lipca 2017        | Włodzimierz Lubański – futbolista                                                                                     |      |
| 16 lipca 2017        | Andrzej Jeznach – biznesmen, trener osobisty, autor książki Sztuka życia. Natural Life Management                     | link |
| 9 lipca 2017         | Juliusz Machulski – reżyser, producent filmowy, aktor, scenarzysta, dramaturg                                         | link |
| 2 lipca 2017         | Jerzy Wołosiuk – dyrygent                                                                                             | link |
| 25 czerwca 2017      | Katarzyna Tubylewicz – autorka książki Moraliści (o współczesnej Szwecji)                                             | link |
| 18 czerwca 2017      | Patrycja Sasnal – Polski Inst. Spraw Międzynarodowych (o projekcie Bliski Wschód i Afryka Północna)                   | link |
| 11 czerwca 2017      | Krystian Jażdżewski – Lab. Genetyki Nowotworów Człowieka w CeNT (UW) (bad. czynników n., określ. ryzyka, prewencja)   | link |
| 4 czerwca 2017       | Robert Konieczny – architekt                                                                                          | link |
| 28 maja 2017         | Kuba Sienkiewicz – muzyk, lekarz neurolog                                                                             | link |
| 21 maja 2017         | Jacek Pałucha – malarz, wokalista i autor tekstów                                                                     | link |
| 14 maja 2017         | Katarzyna Rosłaniec – reżyser, scenarzysta (film Szatan kazał tańczyć)                                                | link |
| 7 maja 2017          | Magdalena Sroka – menedżerka kultury                                                                                  | link |
| 30 kwietnia 2017     | Adam Stefanów – snookerzysta                                                                                          | link |
| 23 kwietnia 2017     | Marek Bachański – neurolog, pediatra (o medycznej marihuanie)                                                         | link |
| 16 kwietnia 2017     | Dionisios Sturis – autor książki Grecja. Gorzkie pomarańcze – o wojnie domowej w Grecji po II wojnie światowej        | link |
| 9 kwietnia 2017      | Iwo Białynicki-Birula – fizyk (o liście polskich naukowców do młodego pokolenia polityków ws. walki z post-prawdą)    | link |
| 2 kwietnia 2017      | Jacek Dubois – prawnik                                                                                                | link |
| 26 marca 2017        | Adam Darski (Nergal) – muzyk: kompozytor i autor tekstów, wokalista i multiinstrumentalista, producent muzyczny       | link |
| 19 marca 2017        | Adolf Weltschek – dyr. teatru Groteska w Krakowie                                                                     | link |
| 12 marca 2017        | Marcin Masecki – pianista, kompozytor, aranżer (muzyka jazzowa i poważna)                                             | link |
| 5 marca 2017         | Stanisław Łubieński – pisarz, historyk sztuki, kulturoznawca, autor książki Dwanaście srok za ogon                    | link |
| 26 lutego 2017       | Kazimierz Kutz – reżyser (o sytuacji politycznej w Polsce po 2015 r.)                                                 | link |
| 19 lutego 2017       | Zbigniew Preisner – kompozytor muzyki filmowej                                                                        | link |
| 12 lutego 2017       | Marzena Diakun – dyrygent                                                                                             | link |
| 5 lutego 2017        | Szczepan Twardoch – pisarz, autor książki Król                                                                        | link |
| 29 stycznia 2017     | Radosław Gawlik – prezes Towarzystwa Ekologicznego ECO UNIA                                                           | link |
| 22 stycznia 2017     | Marek Łuszczyna – reportażysta, autor książki Mała zbrodnia. Polskie obozy koncentracyjne                             | link |
| 8 stycznia 2017      | Konrad Niklewicz – Instytut Europejski (o problemach Unii Europejskiej)                                               | link |
| 1 stycznia 2017      | Jerzy Białobok – były dyr. Stadniny Koni w Michałowicach                                                              | link |
| 25 grudnia 2016      | Tomasz Organek – muzyk, kompozytor, wokalista i autor tekstów                                                         | link |
| 18 grudnia 2016      | Piotr Dobrołęcki – red. nacz. Magazynu Literackiego Książki                                                           | link |
| 11 grudnia 2016      | Adam Andrzejewski – filozof (o estetyce dnia codziennego)                                                             | link |
| 4 grudnia 2016       | Dariusz Juzyszyn – były sportowiec (o redukcji stresu przez harmonię i równowagę między ciałem, duszą i umysłem)      | link |
| 27 listopada 2016    | Adam Gendźwiłł – socjolog polityki                                                                                    | link |
| 20 listopada 2016    | Stanisława Celińska – polska aktorka i wokalistka                                                                     | link |
| 13 listopada 2016    | Ryszard Horowitz – fotografik, autor fotokompozycji (uratowany z Holocaustu dzięki staraniom Oskara Schindlera)       | link |
| 6 listopada 2016     | Arkadiusz Jakubik – aktor i reżyser                                                                                   | link |
| 30 października 2016 | Bartosz Waglewski (Fisz) – muzyk (wokalista, instrumentalista, kompozytor, autor tekstów i producent muzyczny)        | link |
| 23 października 2016 | Sonia Draga – wydawnictwo książek (m.in. Dona Browna)                                                                 | link |
| 16 października 2016 | Wojciech Wiewiórowski – polski i europejski Inspektor Ochrony Danych Osobowych                                        | link |
| 9 października 2016  | Błażej Kukla – reżyser dźwięku, wydawca słuchowisk                                                                    | link |
| 2 października 2016  | Jan P. Matuszyński – reżyser filmu Ostatnia rodzina                                                                   | link |
| 25 września 2016     | Wiktor Osiatyński – prawnik, wykładowca, pisarz, działacz społeczny                                                   | link |
| 18 września 2016     | Zofia Posmysz – więzień Auschwitz numer 7566, autorka książki Pasażerka                                               | link |
| 11 września 2016     | Katarzyna Surmiak-Domańska – autorka książki Ku Klux Klan. Tu mieszka miłość                                          | link |
| 4 września 2016      | Marian Turski – historyk                                                                                              | link |
| 28 sierpnia 2016     | Michał Zadara – reżyser teatralny                                                                                     | link |
| 21 sierpnia 2016     | Zbigniew Gajewski – inicjator i dyrektor Europejskiego Forum Nowych Idei w Sopocie                                    | link |
| 14 sierpnia 2016     | Magdalena Grzebałkowska – pisarka, reporterka (książka 1945. Wojna i pokój) (powt.)                                   | link |
| 7 sierpnia 2016      | Jerzy Smorawiński – prof. AWF w Poznaniu, szef Komisji do Zwalczania Dopingu w Sporcie                                | link |
| 31 lipca 2016        | Henryk Domański – socjolog, prof. nauk human., dyr. Instytutu Filozofii i Socjologii PAN                              | link |
| 24 lipca 2016        | Andrzej Targowski – informatyk                                                                                        | link |
| 17 lipca 2016        | Marcin Gortat – koszykarz                                                                                             | link |
| 10 lipca 2016        | Zygmunt Krasiński – szef Krajowego Punktu Kontaktowego Programu Ramowego UE Horyzont 2020                             | link |
| 3 lipca 2016         | Andrzej Mogielnicki – autor tekstów piosenek                                                                          | link |
| 26 czerwca 2016      | Tomasz Konieczny – śpiewak operowy                                                                                    | link |
| 19 czerwca 2016      | Grzegorz Chodaczek – kierownik Laboratorium Mikroskopii Konfokalnej Wrocławskiego Centrum Badań EIT+                  | link |
| 12 czerwca 2016      | Martyna Jakubowicz – wokalistka                                                                                       | link |
| 5 czerwca 2016       | Boris Kudlička – scenograf                                                                                            | link |
| 29 maja 2016         | Jacek Hugo-Bader – reportażysta                                                                                       | link |
| 22 maja 2016         | Waldemar Dąbrowski – dyrektor Teatru Wielkiego – Opery Narodowej w Warszawie                                          | link |
| 15 maja 2016         | Oskar Zięta – designer                                                                                                | link |
| 8 maja 2016          | Aleksandra Domańska – pisarka (książka: Grzybowska 6/10. Lament)                                                      | link |
| 1 maja 2016          | Emma Kiworkowa-Raczkowska – Fundacja Wiewiórki Julii (o pielęgnacji zębów najmłodszych)                               | link |
| 24 kwietnia 2016     | Magdalena Grzebałkowska – pisarka, reporterka (książka: 1945. Wojna i pokój)                                          | link |
| 17 kwietnia 2016     | Aneta Nitsch-Osuch – pediatra, epidemiolog (UW) (o odmowach szczepień dzieci)                                         | link |
| 10 kwietnia 2016     | Włodzimierz Strupiński – specjalista ds. grafenu w ITME                                                               | link |
| 3 kwietnia 2016      | Maria Piechotka – architekt                                                                                           | link |
| 27 marca 2016        | Marian Opania – aktor teatralny i filmowy, artysta kabaretowy                                                         | link |
| 20 marca 2016        | Dariusz Jemielniak – m.in. członek Rady Powierniczej Wikimedia Foundation, administrator (o Wikipedii, o inwigilacji) | link |
| 13 marca 2016        | Tomasz Hirnle – kardiochirurg                                                                                         | link |
| 6 marca 2016         | Maria Peszek – piosenkarka i aktorka                                                                                  | link |
| 21 lutego 2016       | Katarzyna Batko-Tołuć – Sieć Obywatelska Watchdog Polska (o organizacjach strażniczych)                               | link |
| 14 lutego 2016       | Edwin Bendyk – publicysta, dziennikarz (o pozyskiwaniu i przetwarzaniu informacji w różnych celach)                   | link |
| 7 lutego 2016        | Klaus Bachmann – politolog                                                                                            | link |
| 31 stycznia 2016     | Marcin Kącki – reportażysta (książka: Białystok. Biała siła, czarna pamięć – o ksenofobii mieszkańców)                | link |
| 24 stycznia 2016     | Andrzej Wielowieyski – polityk (książka: Losowi na przekór – autobiografia na tle przełomowych wydarzeń w Polsce)     | link |
| 17 stycznia 2016     | Iwona Jakubowska-Branicka – UW (książka: O dogmatycznych narracjach. Studium nienawiści – o braku dialogu Polaków)    | link |
| 10 stycznia 2016     | Agnieszka Morawińska – historyk sztuki, dyrektor Muzeum Narodowego                                                    | link |
| 3 stycznia 2016      | Łukasz Orbitowski – pisarz                                                                                            | link |
| 27 grudnia 2015      | Adam Daniel Rotfeld – dyplomata (o stosunkach międzynarodowych)                                                       | link |
| 20 grudnia 2015      | Marcin Popkiewicz – fizyk (o właściwej polityce pozyskiwania energii)                                                 | link |
| 13 grudnia 2015      | Marta Leśniakowska – prof. UP JPII w Krakowie (historia, teoria i krytyka sztuki, architektura)                       | link |
| 6 grudnia 2015       | Wojciech Eichelberger – psycholog, psychoterapeuta, pisarz                                                            | link |
| 29 listopada 2015    | Magda Umer – piosenkarka (płyta Duety. Tak młodo jak teraz + Media jako przekaźnik kultury)                           | link |
| 22 listopada 2015    | Dariusz Filar – ekonomista (autor książki Między zieloną wyspą a dryfującą krą)                                       | link |
| 15 listopada 2015    | Janusz Reiter – polski dyplomata (wydanie specjalne z powodu zamachów terrorystycznych w Paryżu)                      | link |
| 8 listopada 2015     | Krzysztof Sachs – Wrocławskie Centrum Badań EIT+ (pozauczelniany interfejs między światem nauki i biznesu)            | link |
| 1 listopada 2015     | Jas Gawronski (Jaś Gawroński) – włoski polityk polskiego pochodzenia                                                  | link |
| 18 października 2015 | Piotr Bilski – informatyk (o zastosowaniach sztucznej inteligencji)                                                   | link |
| 4 października 2015  | Rana Gabi – Libanka z Polskiego Centrum Pomocy Międzynarodowej                                                        | link |
| 27 września 2015     | Jarosław Mikołajewski – pisarz i tłumacz z języka włoskiego, poeta, eseista, publicysta, autor książek dla dzieci     | link |
| 20 września 2015     | Michał Bilewicz – psycholog społeczny (o migracjach do krajów europejskich)                                           | link |
| 13 września 2015     | Bogusław Lustyk – malarz (tematyka hippiczna)                                                                         | link |
| 30 sierpnia 2015     | Jacek Strzemieczny – Centrum Edukacji Obywatelskiej (o wadach systemu masowej edukacji szkolnej)                      | link |
| 23 sierpnia 2015     | Roman Cieślak – prof. Uniw. SWPS (o badaniach nad depresją)                                                           | link |
| 16 sierpnia 2015     | Maksymilian Dura – komandor, ekspert ds. wojskowości                                                                  | link |
| 9 sierpnia 2015      | Stefan Kawalec – ekonomista, matematyk                                                                                | link |
| 2 sierpnia 2015      | Dawid Nidzworski – biotechnolog (o biosensorach do bardzo szybkiej diagnostyki obecności wirusa grypy)                | link |
| 26 lipca 2015        | Krystyna Skarżyńska – psycholog społeczny                                                                             | link |
| 19 lipca 2015        | Radzimir Dębski – kompozytor muzyki filmowej i rozrywkowej, dyrygent, producent muzyczny                              | link |
| 12 lipca 2015        | Dani Karawan – izraelski rzeźbiarz, twórca pomników bryłowych                                                         | link |
| 5 lipca 2015         | Bogdan Góralczyk – politolog                                                                                          | link |
| 28 czerwca 2015      | Stacy Keach – amerykański aktor, reżyser, scenarzysta                                                                 | link |
| 21 czerwca 2015      | Nina Admoni – ekonomistka, pochodząca z Warszawy konsultantka start-up’ów w Izraelu                                   | link |
| 14 czerwca 2015      | Marcin Beme – założyciel i prezes Audioteki                                                                           | link |
| 7 czerwca 2015       | Jan Pakulski – socjolog, prof. Univ. of Tasmania (o życiu społecznym w Polsce z perspektywy antypodów)                | link |
| 31 maja 2015         | Sławomir Grünberg – reżyser filmu Jan Karski i władcy ludzkości                                                       | link |
| 17 maja 2015         | Maciej Balcerzak – prawnik, publicysta, autor książki Planeta korporacja                                              | link |
| 3 maja 2015          | Stanisław Sojka – wokalista jazzowy, kompozytor                                                                       | link |
| 26 kwietnia 2015     | Mirosława Wojciechowska-Szepczyńska – Polskie Stowarzyszenie Pomocy Osobom z Chorobą Alzheimera                       | link |
| 19 kwietnia 2015     | Anna Wojtacha – reportażystka (o swoich podróżach po Rosji i relacjach z Rosjanami)                                   | link |
| 12 kwietnia 2015     | Jerzy Duszyński – biochemik, Prezes PAN (wybrany na kadencję 2015–2018)                                               | link |
| 5 kwietnia 2015      | Krzysztof Bielecki – chirurg, onkolog                                                                                 | link |
| 29 marca 2015        | Wojciech Mann – prezenter muzyczny                                                                                    | link |
| 22 marca 2015        | Zbigniew Gluza – prezes Fundacji Ośrodka KARTA (o działalności Jacka Kuronia)                                         | link |
| 15 marca 2015        | Szymon Talbierz – prezes firmy biotechnologicznej (o wykorzystaniu mikroalg)                                          |      |
| 8 marca 2015         | Draginja Nadażdin – dyrektor Amnesty International Polska (o migracjach)                                              | link |
| 1 marca 2015         | Małgorzata Omilanowska – historyk sztuki, minister kultury i dziedzictwa narodowego (o czytelnictwie)                 | link |
| 15 lutego 2015       | Przemysław Pająk – założyciel i redaktor naczelny serwisu Spider’s Web                                                | link |
| 8 lutego 2015        | Krzysztof Pietraszkiewicz – Związek Banków Polskich (o kondycji sektora po uwolnieniu CHF)                            | link |
| 1 lutego 2015        | Marek Szczepkowski – chirurg (o leczeniu chorób nowotworowych jelita grubego)                                         | link |
| 25 stycznia 2015     | Olga Malinkiewicz – fizyk (o ulepszeniu wytwarzania fotowoltaicznych ogniw perowskitowych)                            | link |
| 18 stycznia 2015     | Zygmunt Miłoszewski – pisarz                                                                                          | link |
| 11 stycznia 2015     | Jan Piekło – dyrektor Fundacji Współpracy Polsko-Ukraińskiej PAUCI                                                    | link |
| 4 stycznia 2015      | Bartosz Piotrowski – konstruktor pojazdów szynowych                                                                   | link |
| 28 grudnia 2014      | Julia Marcell – piosenkarka, pianistka, skrzypaczka, gitarzystka i kompozytorka                                       | link |
| 21 grudnia 2014      | Marek Dyjak – kompozytor i wokalista.                                                                                 | link |
| 14 grudnia 2014      | Marek Kamiński – podróżnik                                                                                            | link |
| 7 grudnia 2014       | Zbigniew Jagiełło – Prezes Zarządu PKO BP SA                                                                          |      |
| 23 listopada 2014    | Bogdan Góralczyk – prof. UW, sinolog (o protestach w Hongkongu)                                                       | link |
| 9 listopada 2014     | Ewa Błaszczyk – fundacja Akogo? (klinika Budzik)                                                                      | link |
| 2 listopada 2014     | Piotr Ostaszewski – historyk, prorektor SGH (m.in. o polityce USA)                                                    | link |
| 26 października 2014 | Joanna Tokarska-Bakir – antropolog kultury                                                                            | link |
| 19 października 2014 | Dariusz Szwed – ekolog, ekonomista                                                                                    | link |
| 12 października 2014 | Renata Przemyk – piosenkarka, kompozytorka                                                                            | link |
| 5 października 2014  | Grzegorz Panek – ginekolog, onkolog                                                                                   | link |
| 28 września 2014     | Jan Malicki – historyk, dyrektor Studium Europy Wschodniej UW                                                         | link |
| 14 września 2014     | Zygmunt Rolat – polsko-żydowski działacz kulturalny, mecenas sztuki, biznesmen                                        | link |
| 7 września 2014      | Marcin Zaborowski – dyr. Polskiego Instytutu Spraw Międzynarodowych                                                   | link |
| 31 sierpnia 2014     | Tomasz Lipiński – (powt.)                                                                                             | link |
| 24 sierpnia 2014     | Małgorzata Fuszara – prof., prawnik, socjolog, Pełnom. Rządu ds. Równego Traktowania                                  | link |
| 17 sierpnia 2014     | Lubomir Tomaszewski – malarz, rzeźbiarz, designer                                                                     | link |
| 10 sierpnia 2014     | Andrzej Leder – filozof                                                                                               | link |
| 3 sierpnia 2014      | Krystian Fikert – psycholog, założyciel grupy My Mind                                                                 | link |
| 27 lipca 2014        | Aleksandra Richie – autorka książki Warszawa 1944                                                                     | link |
| 20 lipca 2014        | Zbigniew Bujak – współzałożyciel i członek Komitetu Obywatelskiego Solidarności z Ukrainą                             | link |
| 13 lipca 2014        | Tomasz Lipiński – polski muzyk rockowy                                                                                | link |
| 6 lipca 2014         | Rafał Brzoska – przedsiębiorca (InPost, Paczkomaty, grupa kapitałowa Integer.pl)                                      | link |
| 29 czerwca 2014      | Paweł Buszman – prof., kardiolog (AHP) (o potrzebie udziału podmiotów prywatnych w racjonalizacji leczenia)           | link |
| 22 czerwca 2014      | Kazimierz Rzążewski – prof., fizyk (CFT PAN) (wsp. książki Każdy głos się liczy – o systemach wyborczych)             | link |
| 15 czerwca 2014      | Zuzanna Stańska – historyk sztuki                                                                                     | link |
| 8 czerwca 2014       | Paulina Wilk – dziennikarka, reportażystka i pisarka                                                                  | link |
| 1 czerwca 2014       | Józef Hen (Józef Henryk Cukier) – pisarz (o swoim życiu w czasach wojny i stalinizmu)                                 | link |
| 18 maja 2014         | Andrzej Morawski – dr, ginekolog, onkolog (o efektywności leczenia chirurgicznego)                                    | link |
| 11 maja 2014         | Artur Krajewski – artysta multimedialny                                                                               | link |
| 4 maja 2014          | Artur Rojek – muzyk, kompozytor i wokalista Myslovitz (do 2012) i Lenny Valentino (do 2001)                           | link |
| 27 kwietnia 2014     | Marian Marzyński – reżyser filmów dokumentalnych                                                                      | link |
| 20 kwietnia 2014     | Kazimierz M. Słomczyński – prof., Instytut Socjologii i Filozofii PAN (o badaniach socjologicznych)                   | link |
| 13 kwietnia 2014     | Danuta Przywara – prezes Helsińskiej Fundacji Praw Człowieka (powt.)                                                  | link |
| 6 kwietnia 2014      | Jan Kulma – pisarz, scenarzysta, reżyser, muzyk, filozof                                                              | link |
| 30 marca 2014        | Danuta Przywara – prezes Helsińskiej Fundacji Praw Człowieka                                                          | link |
| 23 marca 2014        | Michał Broniatowski – dziennikarz Espreso TV Live from Ukraine                                                        | link |
| 16 marca 2014        | Mariusz Szczygieł – dziennikarz, reporter                                                                             | link |
| 9 marca 2014         | Michał Cichy – historyk                                                                                               | link |
| 23 lutego 2014       | Michał Komar – publicysta (o rozdzierającej sile emocji narodowych)                                                   | link |
| 16 lutego 2014       | Mirosław Duchowski – malarz i projektant (o ładzie architektonicznym)                                                 | link |
| 9 lutego 2014        | Grzegorz Wasowski – dziennikarz muzyczny, satyryk                                                                     | link |
| 2 lutego 2014        | Dominik Pańka – pokerzysta (o zawodowej grze w turniejach międzynarodowych)                                           |      |
| 26 stycznia 2014     | Ziemowit Szczerek – pisarz, dziennikarz i tłumacz                                                                     | link |
| 19 stycznia 2014     | Wacław Radziwinowicz – dziennikarz (o przygotowaniach do olimpiady w Soczi)                                           | link |
| 12 stycznia 2014     | Paweł Piątkiewicz – prof. nauk med., diabetolog (o podstępności cukrzycy)                                             | link |
| 5 stycznia 2014      | Lidia Brydak – prof. nauk biol., mikrobiolog i wirusolog                                                              | link |
| 29 grudnia 2013      | Janusz Bujnicki – prof. nauk biol., bioinformatyk                                                                     | link |
| 22 grudnia 2013      | Ulrich Beck – prof., socjolog (o związkach na odległość)                                                              | link |
| 15 grudnia 2013      | Dawid Ogrodnik – aktor                                                                                                | link |
| 8 grudnia 2013       | Marcin Popkiewicz – fizyk (o zasobach energii)                                                                        | link |
| 24 listopada 2013    | Hubert Dobaczewski – wokalista Lao Che                                                                                | link |
| 10 listopada 2013    | Merrill J. Fernando – cejloński plantator herbaty i twórca marki Dilmah                                               | link |
| 3 listopada 2013     | Joanna Mytkowska – dyr. Muzeum Sztuki Nowoczesnej w Warszawie                                                         |      |
| 27 października 2013 | Andrzej Lubowski – ekonomista, publicysta i specjalista od zarządzania                                                | link |
| 20 października 2013 | Edward Kajdański – polski pisarz, dziennikarz i dyplomata                                                             |      |
| 6 października 2013  | Ursula van Beek – historyk, politolog (wpływ kryzysu globalnego na demokracje)                                        | link |
| 29 września 2013     | Zbigniew Lewicki – politolog (amerykanista) (cz. 2)                                                                   | link |
| 22 września 2013     | Zbigniew Lewicki – politolog (amerykanista) (cz. 1)                                                                   | link |
| 15 września 2013     | Iwona Jakubowska-Branicka – prof. UW, socjolog (o ograniczeniach w demokracji liberalnej)                             | link |
| 8 września 2013      | Jacek Głomb – dyr. teatru w Legnicy (o sprawach polsko-rosyjskich)                                                    | link |
| 1 września 2013      | Andrzej Strumiłło – prof., malarz, grafik, rzeźbiarz, fotograf, poeta, pisarz, scenograf                              | link |
| 25 sierpnia 2013     | Łukasz Rostkowski (L.U.C.) – reżyser, raper, kompozytor i producent                                                   | link |
| 18 sierpnia 2013     | Piotr Orleański – Centrum Badań Kosmicznych PAN (o projekcie Polski satelita)                                         | link |
| 11 sierpnia 2013     | Jan Hunin – mieszkający w Polsce belgijski dziennikarz holenderskiego De Volkskrant                                   |      |
| 4 sierpnia 2013      | Irena Herbst – Prezes Zarządu Fundacji Centrum Partnerstwa Publiczno-Prywatnego                                       | link |
| 28 lipca 2013        | Marcel Weyland – tłumacz poezji polskiej, architekt, prawnik                                                          | link |
| 21 lipca 2013        | Bogumiła Berdychowska – publicystka (o sprawach polsko-ukraińskich)                                                   |      |
| 14 lipca 2013        | Krzysztof Czyżewski – animator kultury                                                                                | link |
| 7 lipca 2013         | Wojciech Lemański – ksiądz, odwołany proboszcz parafii w Jasienicy                                                    | link |
| 30 czerwca 2013      | Michał Łuczewski – socjolog (autor książki: Odwieczny naród. Polak i katolik w Żmiącej)                               | link |
| 23 czerwca 2013      | Edyta Bartosiewicz – polska piosenkarka                                                                               | link |
| 16 czerwca 2013      | Adam Maciejewski – chirurg onkolog (o przeszczepie twarzy)                                                            | link |
| 9 czerwca 2013       | Leokadia Oręziak – Katedra Finansów Międzynarodowych SGH                                                              | link |
| 2 czerwca 2013       | Sylwia Chutnik – pisarka                                                                                              | link |
| 26 maja 2013         | Romuald Lipko – muzyk                                                                                                 |      |
| 19 maja 2013         | Anna Czerwińska – himalaistka                                                                                         | link |
| 12 maja 2013         | Michał Głowiński – teoretyk literatury                                                                                | link |
| 5 maja 2013          | Tomasz Stańko – muzyk jazzowy (trębacz) (powt.)                                                                       | link |
| 28 kwietnia 2013     | Mirella Panek-Owsiańska – Forum Odpowiedzialnego Biznesu                                                              | link |
| 21 kwietnia 2013     | Janusz Kaniewski – projektant                                                                                         | link |
| 14 kwietnia 2013     | Bogusław Kott – bankowiec                                                                                             | link |
| 7 kwietnia 2013      | Bohdan Maruszewski – kardiochirurg (o leczeniu dzieci z wadami wrodzonymi serca)                                      | link |
| 31 marca 2013        | Witold Orłowski – ekonomista                                                                                          | link |
| 24 marca 2013        | Tomasz Podgajniak – ekspert ds. energii odnawialnej                                                                   | link |
| 17 marca 2013        | Anetta Karwacka – ginekolog                                                                                           | link |
| 10 marca 2013        | Cezary Król – historyk i politolog                                                                                    | link |
| 3 marca 2013         | Krzysztof Liedel – ekspert ds. terroryzmu                                                                             | link |
| 24 lutego 2013       | Tomasz Stańko – muzyk jazzowy (trębacz)                                                                               | link |
| 17 lutego 2013       | Krzysztof Gierałtowski – fotograf                                                                                     | link |
| 10 lutego 2013       | Wojciech Waglewski – gitarzysta, kompozytor i producent muzyczny                                                      | link |
| 3 lutego 2013        | Paweł Droździak – psycholog                                                                                           | link |
| 27 stycznia 2013     | Jerzy Lewandowski – fizyk relatywista (teoria względności)                                                            |      |
| 20 stycznia 2013     | Maja Kleszcz – piosenkarka                                                                                            | link |
| 13 stycznia 2013     | Marcin Król – filozof i historyk idei                                                                                 | link |
| 6 stycznia 2013      | Michał Heller – teolog, fizyk (cz. 2) (powt.)                                                                         | link |
| 30 grudnia 2012      | Michał Heller – teolog, fizyk (cz. 1) (powt.)                                                                         | link |
| 23 grudnia 2012      | Andrzej Luter – ksiądz                                                                                                | link |
| 16 grudnia 2012      | Philip Zimbardo – amerykański psycholog                                                                               | link |
| 9 grudnia 2012       | Andrzej Elżanowski – zoolog i paleontolog (ochrona zwierząt)                                                          | link |
| 2 grudnia 2012       | Janusz Olejniczak – pianista                                                                                          | link |
| 25 listopada 2012    | Olaf Żylicz – psycholog i trener kadry menadżerskiej                                                                  | link |
| 18 listopada 2012    | Wiktor Osiatyński – pisarz, działacz społeczny                                                                        | link |
| 11 listopada 2012    | Elżbieta Mączyńska-Ziemacka – ekonomistka (prof. SGH, prezes PTE)                                                     | link |
| 4 listopada 2012     | Marcin Pałys – rektor Uniwersytetu Warszawskiego                                                                      | link |
| 28 października 2012 | Rafał Olbiński – malarz, grafik i twórca plakatów                                                                     | link |
| 21 października 2012 | Magdalena Dygat-Dudzińska – pisarka                                                                                   |      |
| 14 października 2012 | Draginja Nadażdin – dyrektor Amnesty International Polska                                                             | link |
| 7 października 2012  | Patrycja Sasnal – analityk do spraw bliskowschodnich                                                                  | link |
| 30 września 2012     | Robert Sobiech – socjolog                                                                                             |      |
| 23 września 2012     | Krystyna Iglicka-Okólska – demograf                                                                                   | link |
| 16 września 2012     | Witold Szabłowski – dziennikarz i reportażysta                                                                        | link |
| 9 września 2012      | Stanisław Bajtlik – astrofizyk                                                                                        |      |
| 2 września 2012      | Józef Grabski – historyk sztuki                                                                                       |      |
| 26 sierpnia 2012     | Andrzej Koźmiński – ekonomista (zarządzanie)                                                                          | link |
| 19 sierpnia 2012     | Adam Bodnar – prawnik, Helsińska Fundacja Praw Człowieka                                                              | link |
| 12 sierpnia 2012     | Sławomir Koper – pisarz, historyk                                                                                     |      |
| 5 sierpnia 2012      | Michał Heller – teolog, fizyk (cz. 2) (powt.)                                                                         | link |
| 29 lipca 2012        | Agnieszka Odorowicz – Polski Instytut Sztuki Filmowej                                                                 | link |
| 22 lipca 2012        | Lech Mankiewicz – Centrum Fizyki Teoretycznej PAN                                                                     | link |
| 15 lipca 2012        | Stefan Szczepłek – dziennikarz sportowy                                                                               | link |
| 8 lipca 2012         | Michał Heller – teolog, fizyk (cz. 2)                                                                                 | link |
| 24 czerwca 2012      | Michał Heller – teolog, fizyk (cz. 1)                                                                                 | link |
| 17 czerwca 2012      | Stanisław Pietruszko – Polskie Towarzystwo Fotowoltaiki                                                               |      |
| 10 czerwca 2012      | Paweł Potoroczyn – Instytut Adama Mickiewicza                                                                         | link |
| 3 czerwca 2012       | Barbara Toruńczyk – publicystka                                                                                       |      |
| 27 maja 2012         | Adam Makowicz – pianista jazzowy                                                                                      | link |
| 20 maja 2012         | Wiktor Osiatyński – pisarz, działacz społeczny                                                                        | link |
| 13 maja 2012         | Wojciech Malajkat – aktor                                                                                             | link |
| 6 maja 2012          | Artur Hajzer – himalaista                                                                                             | link |
| 29 kwietnia 2012     | Antoni Tajduś – prof. nauk technicznych, AGH                                                                          |      |
| 22 kwietnia 2012     | Marian Marzyński – reżyser                                                                                            | link |
| 15 kwietnia 2012     | Katarzyna Szymielewicz – fundacja Panoptykon                                                                          | link |
| 8 kwietnia 2012      | Paweł Przewłocki – fizyk, socjolog, informatyk                                                                        | link |
| 1 kwietnia 2012      | Andrzej Kruszewicz – zoolog                                                                                           |      |
| 25 marca 2012        | Marek Góra – ekonomista                                                                                               | link |
| 18 marca 2012        | Jan Zielonka – politolog                                                                                              | link |
| 11 marca 2012        | Daniel Passent – publicysta                                                                                           | link |
| 26 lutego 2012       | Krzysztof Koman – prezes Fundacji Pomocy Ludziom Niepełnosprawnym                                                     | link |
| 19 lutego 2012       | Andrzej Mania |      |
| 12 lutego 2012       | Sacha Pecaric |      |
| 5 lutego 2012        | Waldemar Dziak – politolog (Bałkany, Daleki Wschód (Korea Płn.))                                                      | link |
| 29 stycznia 2012     | Maria Jarymowicz – psycholog (cz. 2)                                                                                  | link |
| 22 stycznia 2012     | Maria Jarymowicz – psycholog (cz. 1)                                                                                  | link |
| 15 stycznia 2012     | Stanisław Gomułka | link |
| 8 stycznia 2012      | Marek Chmaj | link |
| 1 stycznia 2012      | Michał Różyczka |      |
| 18 grudnia 2011      | Sławomir Sikora | link |
| 4 grudnia 2011       | Ewa Łętowska | link |
| 27 listopada 2011    | Halina Kwiatkowska |      |
| 20 listopada 2011    | Jan Hartman – profesor filozofii, etyk                                                                                | link |
| 13 listopada 2011    | Piotr Bilski |      |
| 6 listopada 2011     | Monika Płatek | link |
| 2 października 2011  | Henryka Bochniarz | link |
| 25 września 2011     | Seweryn Aszkenazy | link |
| 3 lipca 2011         | Stanisław Obirek | link |
| 8 maja 2011          | Andrzej Rabczenko – dyrektor Centrum Transferu Technologii i Rozwoju Przedsiębiorczości Politechniki Warszawskiej     | link |
| 10 kwietnia 2011     | Siergiej Amielin – publicysta materiałów o smoleńskiej katastrofie Tu-154 (książka: Ostatni lot: Widziane z Rosji)    | link |
| 6 marca 2011         | Tomasz Iwanca (Grubson)                                                                                               | link |
| 30 stycznia 2011     | Ewa Bartnik – profesor genetyki                                                                                       | link |
| 23 stycznia 2011     | Robert Firmhofer – dyrektor Centrum Nauki Kopernik w Warszawie                                                        |      |
| 16 stycznia 2011     | Paweł Łuków – etyk, filozof medycyny                                                                                  | link |
| 26 grudnia 2010      | Zygmunt Bauman – socjolog, filozof, eseista                                                                           | link |
| 10 października 2010 | Michał Jagiełło – pisarz, goprowiec, wędrowiec i alpinista                                                            |      |
| 3 października 2010  | Maria Dzielska | link |
| 21 lutego 2010       | Katarzyna Nosowska | link |
| 2 maja 2004          | Władysław Bartoszewski                                                                                                |      |
|                      | Jerzy Sadowski – kardiochirurg                                                                                        | link |
|                      | Michał Jaworski – dyr. Microsoftu ds. polityki korporacyjnej                                                          | link |
|                      | Krzysztof Żmijewski – ekspert energetyki                                                                              | link |
|                      | Tomasz Klekowski – dyr. Intela na region Europy Wschodniej                                                            | link |
|                      | Janusz Kapusta – plastyk, scenograf                                                                                   | link |
|                      | Krzysztof Pietraszkiewicz – prezes Związku Banków Polskich                                                            | link |
|                      | Krystyna Szafraniec                                                                                                   | link |
|                      | Sebastian Mikosz | link |
|                      | Seweryn Aszkenazy – Stowarzyszenie Kultury Żydowskiej Beit Warszawa                                                   | link |
|                      | Jerzy Szwed – fizyk, publicysta                                                                                       | link |
|                      | Ludwik Sobolewski – prawnik (były prezes GPW)                                                                         | link |
|                      | Anna Gornostaj – aktorka                                                                                              | link |
|                      | Janusz Jankowiak – ekonomista                                                                                         | link |
|                      | Janusz Cisek – historyk                                                                                               | link |
|                      | Mateusz Pospieszalski – kompozytor, aranżer                                                                           | link |
|                      | Mirosława Marody – socjolog                                                                                           | link |
|                      | Katarzyna Górak-Sosnowska – islamistka                                                                                | link |
|                      | Krzysztof Pomian – filozof, historyk                                                                                  | link |
|                      | Krzysztof Rybiński – ekonomista                                                                                       | link |
|                      | Macio Moretti – muzyk, grafik                                                                                         | link |
|                      | Edmund Wnuk-Lipiński – socjolog, pisarz                                                                               | link |
|                      | Krzysztof Meissner – fizyk teoretyk                                                                                   | link |
|                      | Manuela Gretkowska – pisarka, scenarzystka                                                                            | link |
|                      | Zbigniew Bajka – medioznawca                                                                                          | link |
|                      | Magdalena Fikus – genetyk                                                                                             | link |
|                      | Gaba Kulka – wokalistka, pianistka                                                                                    | link |
|                      | Wojciech Młynarski – poeta, reżyser, wykonawca                                                                        | link |
|                      | Wojciech Jagielski – dziennikarz, korespondent                                                                        | link |
|                      | Magdalena Środa – etyk                                                                                                | link |
|                      | Cezary Szczylik – onkolog, hematolog                                                                                  | link |
|                      | Łukasz Rostkowski – reżyser, kompozytor                                                                               | link |
|                      | Agnieszka Graff – pisarka, tłumaczka, publicystka                                                                     | link |
|                      | Zygmunt Konieczny – kompozytor                                                                                        | link |
|                      | Zbigniew Mikołejko – filozof religii                                                                                  | link |
|                      | Andrzej Depko – neurolog, seksuolog                                                                                   | link |
|                      | Barbara Wysocka – aktorka, reżyser                                                                                    | link |
|                      | Maria Dzielska – historyk, filolog klasyczny                                                                          | link |
|                      | Rafał Betlejewski – performer, artysta parateatralny                                                                  | link |
|                      | Adam Boniecki – katolicki prezbiter                                                                                   | link |
|                      | Karol Musioł – fizyk doświadczalny                                                                                    | link |
|                      | Piotr Bukartyk – autor piosenek                                                                                       | link |
|                      | Emilian Kamiński – aktor, reżyser                                                                                     | link |
|                      | Krzysztof Obłój – ekonomista (procesy organizacyjne)                                                                  | link |
|                      | Tomasz Bagiński – rysownik, animator, reżyser                                                                         | link |
|                      | Weronika Chańska | link |
|                      | Michał Kleiber – informatyk, mechanik, prezes PAN                                                                     | link |
|                      | Janina Ochojska – działaczka humanitarna                                                                              | link |
|                      | Tadeusz Bartoś – filozof, teolog                                                                                      | link |
|                      | Stanisław Woronowicz – matematyk, fizyk                                                                               | link |
|                      | Adam Sajnuk – reżyser                                                                                                 | link |
|                      | Kinga Baranowska | link |
|                      | Ryszard Tadeusiewicz                                                                                                  | link |
|                      | Stanisław Lem | link |
| 8 lipca 2010         | Jan Hartman – profesor filozofii, etyk                                                                                | link |
| 7 lipca 2010         | Łukasz Turski | link |